# Calathea loeseneri
Calathea loeseneri är en strimbladsväxtart som beskrevs av James Francis Macbride. Calathea loeseneri ingår i släktet Calathea och familjen strimbladsväxter. Inga underarter finns listade.

## Bildgalleri

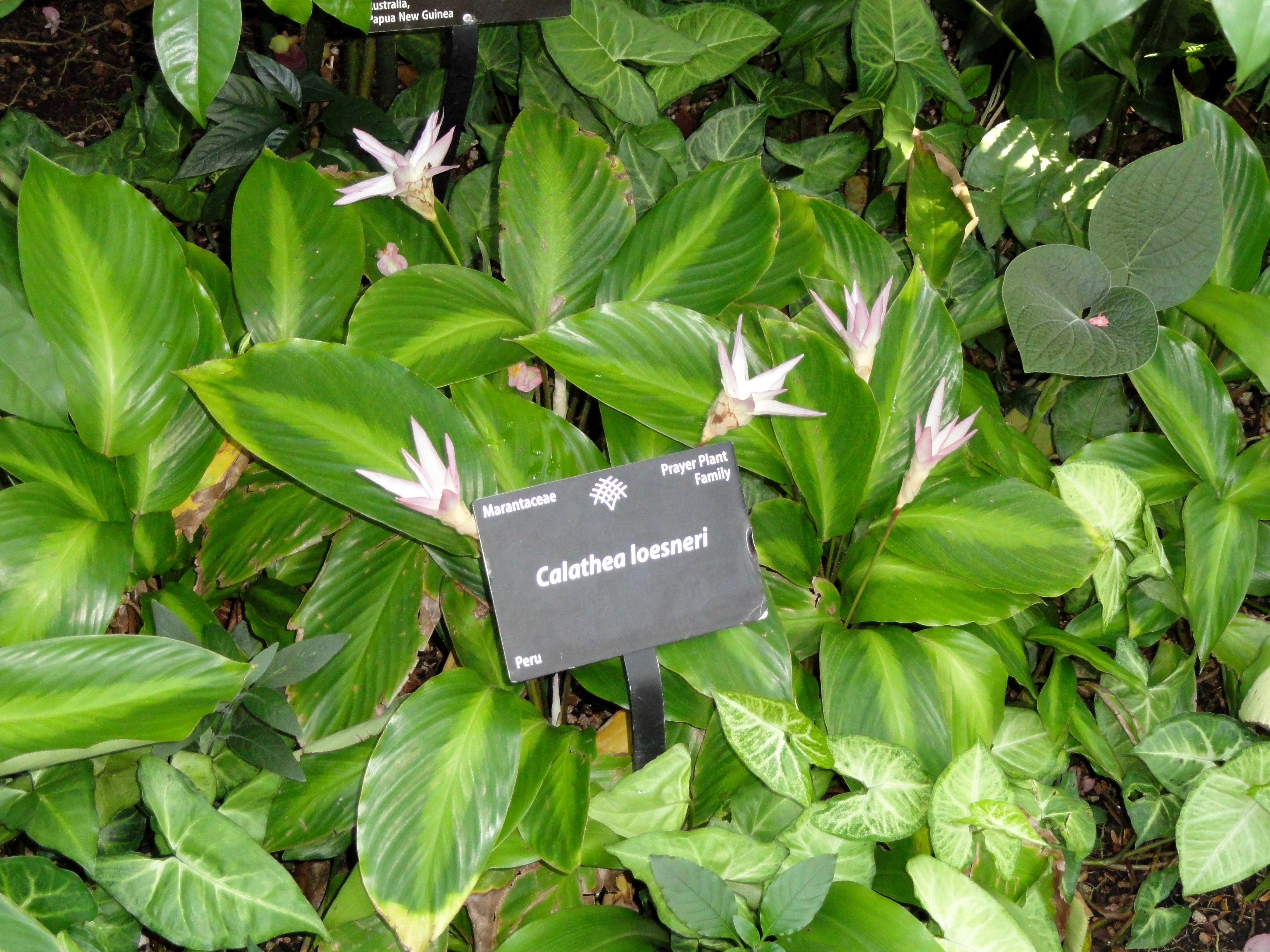
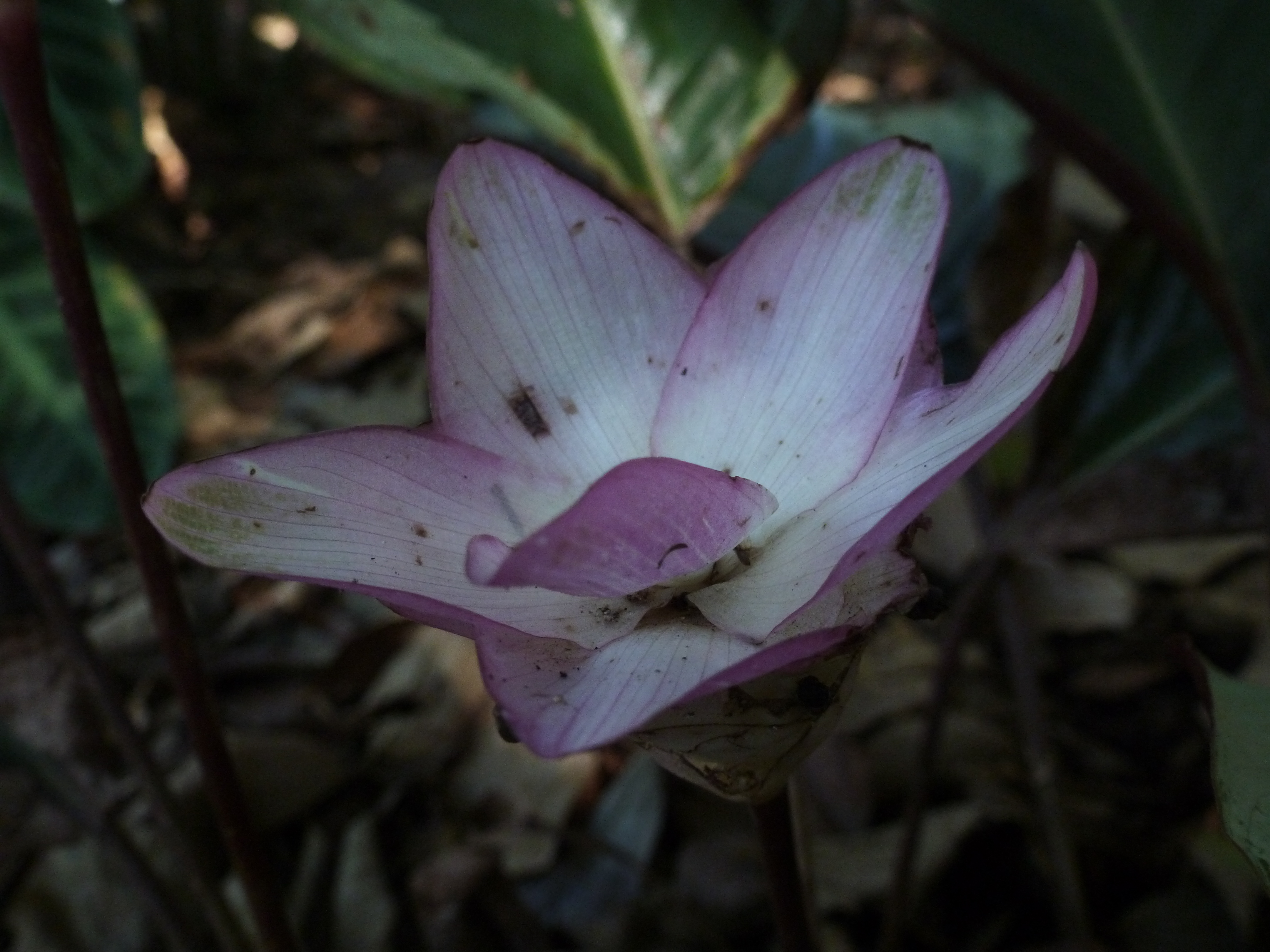
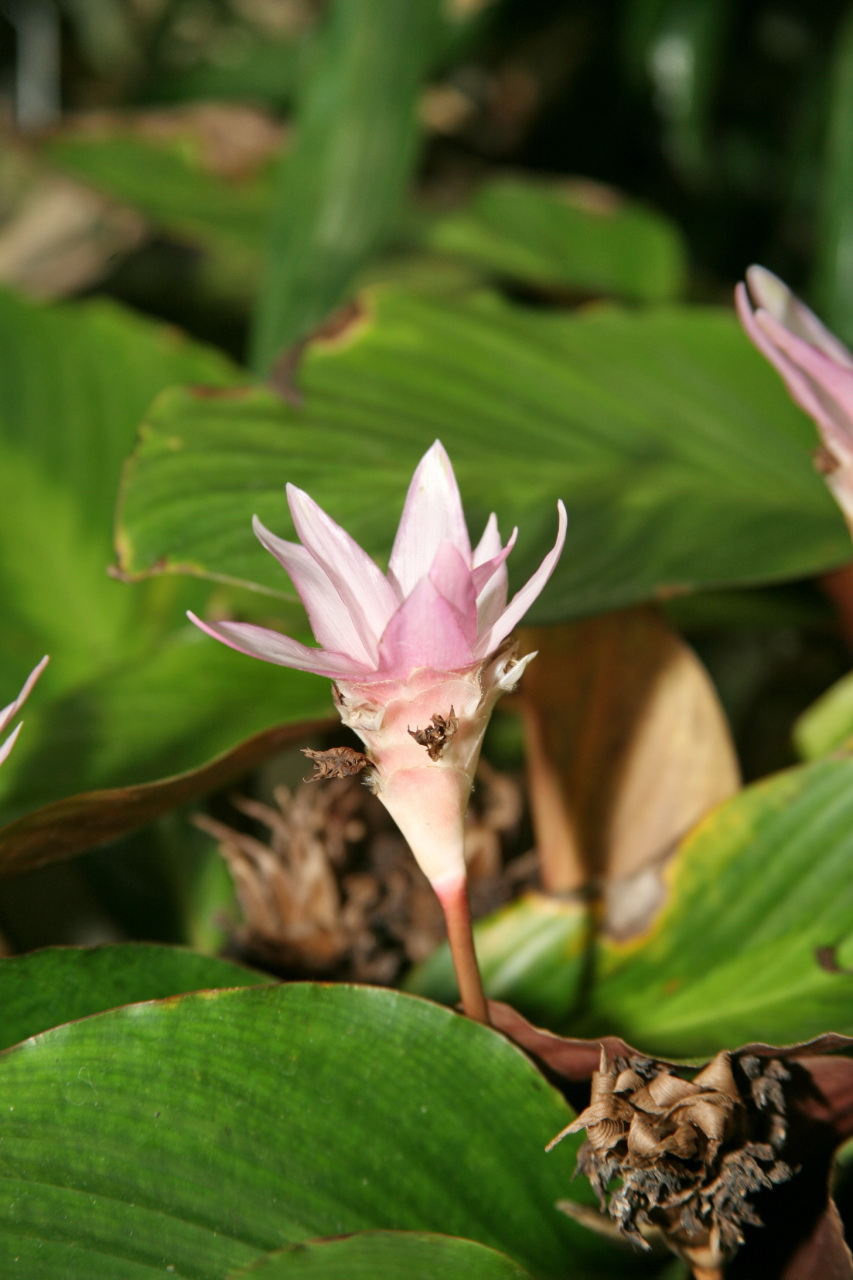
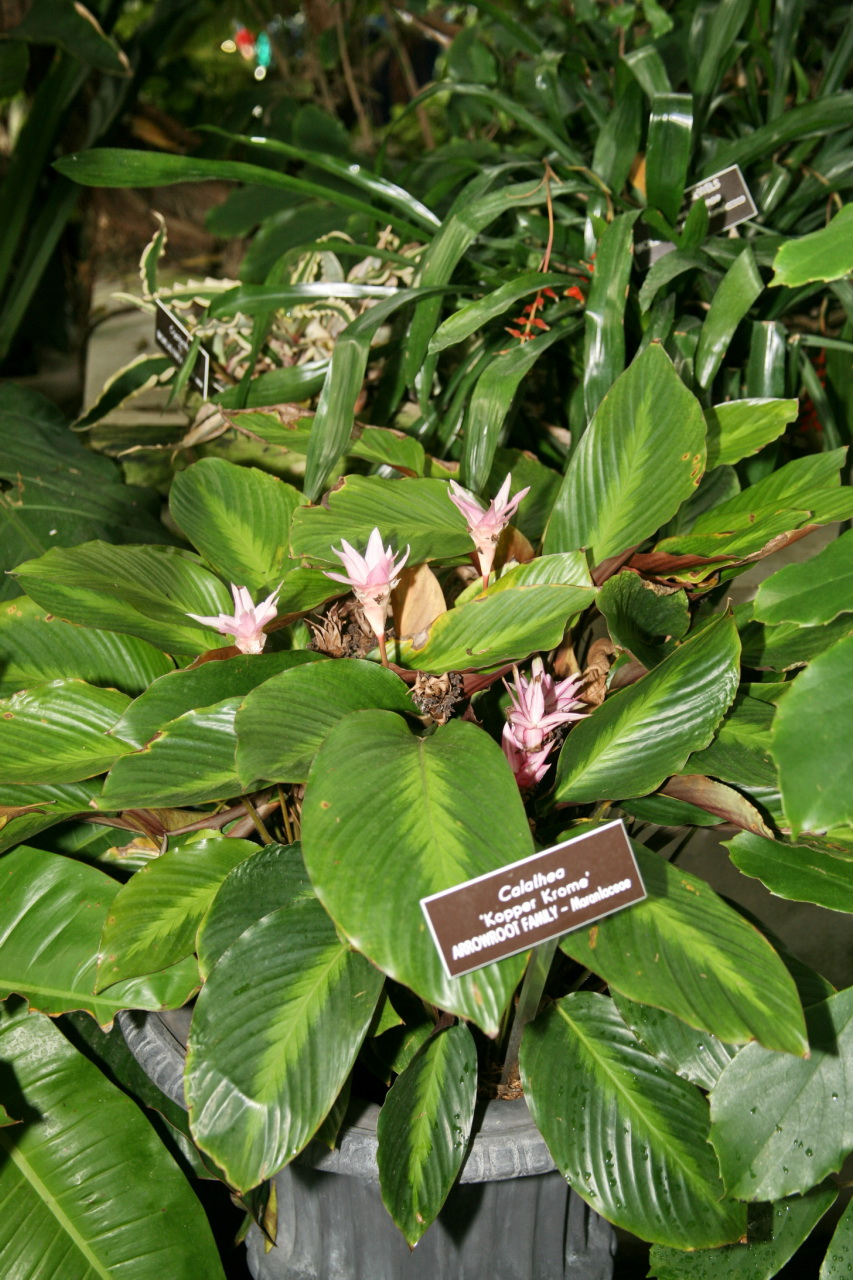
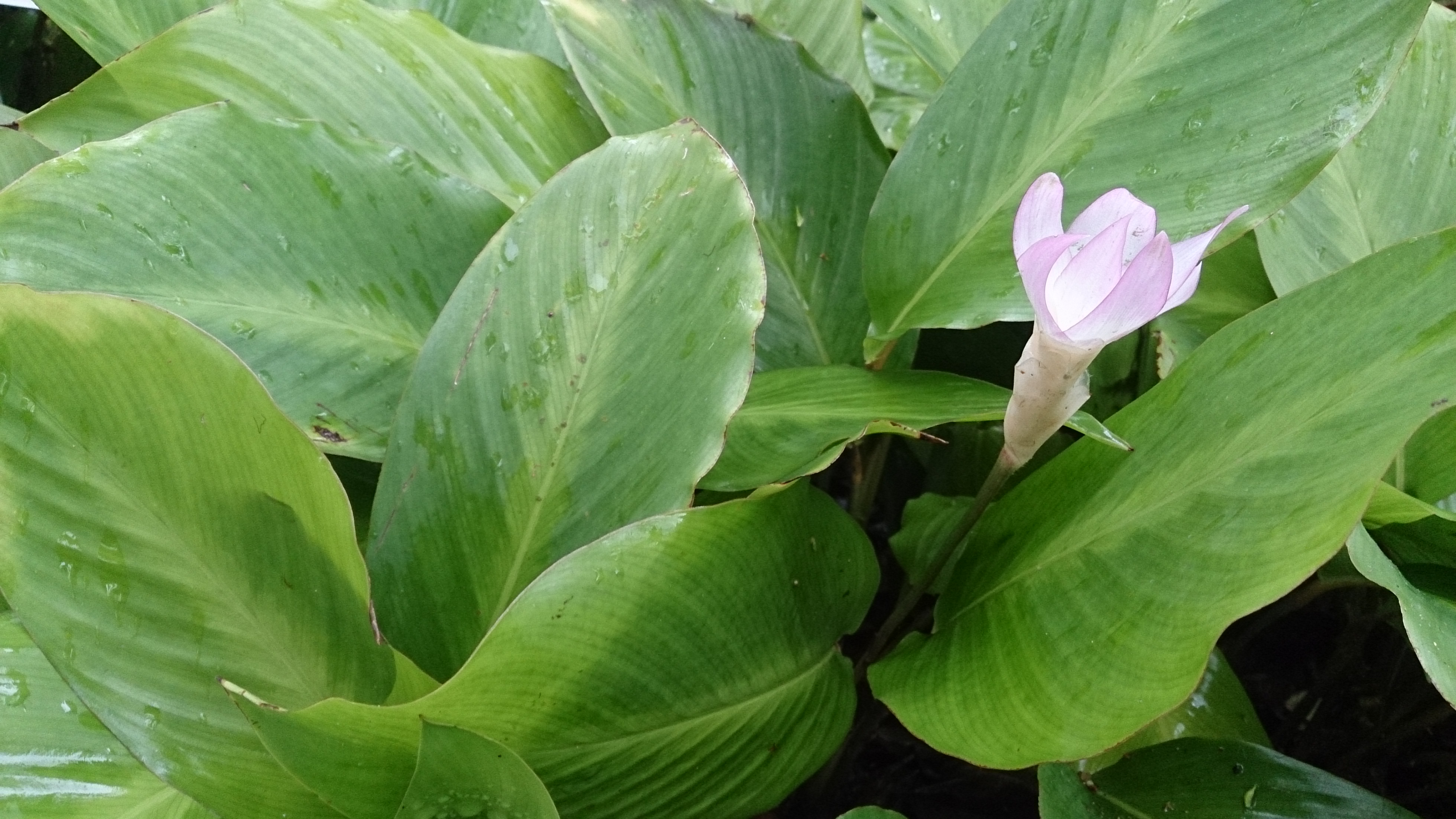
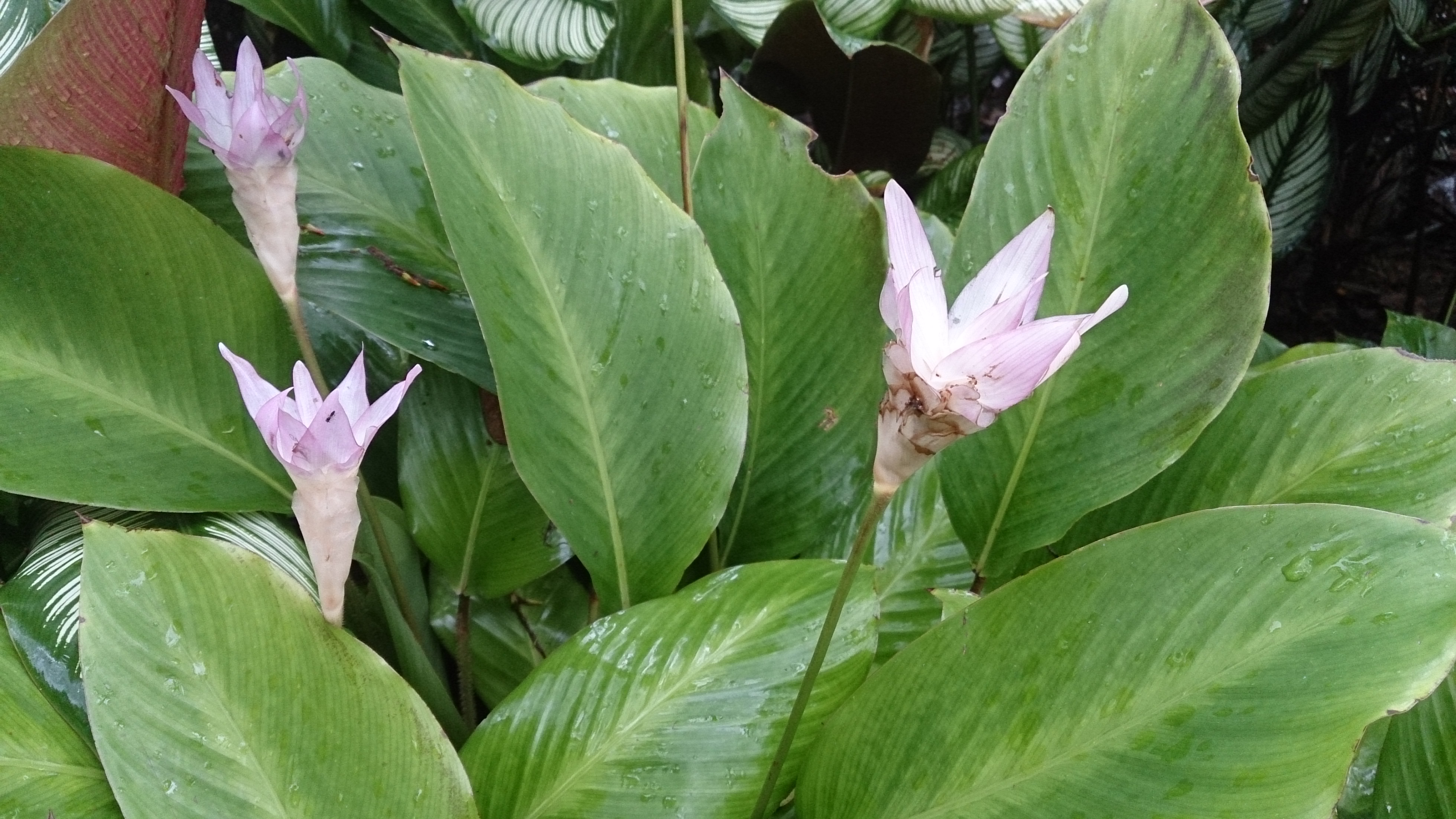